# Goon of Fortune

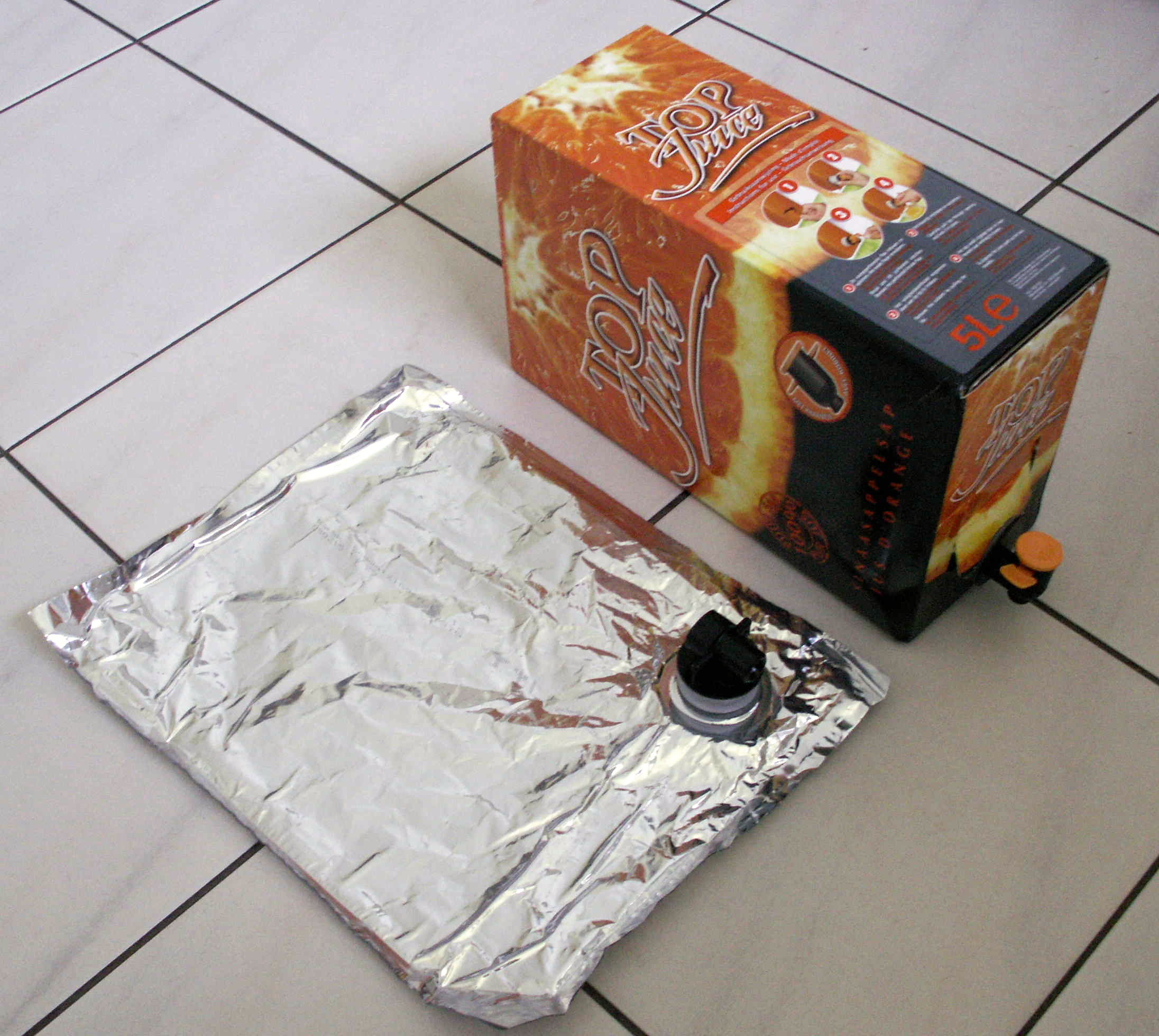
„Torebka jabola” używana do gry

Goon of Fortune – australijska gra alkoholowa używająca worków z alkoholem i wieszaka Hills Hoist.

## Opis
Do gry potrzebnych jest kilka pudełek taniego wina sprzedawanego w kartonie, wieszak na ubrania Hills Hoist i grupa znajomych. Na każdym ramieniu Hills Hoist wiesza się wyjęty z opakowania worek z winem, uczestnicy gry stają dookoła wieszaka i jeden z nich wprowadza w ruch obrotowy Hills Hoist. Osoby, przed którymi zatrzymują się worki z winem, muszą się z nich napić. Zwycięzcą gry jest ostatnia stojąca osoba.
Nazwa gry jest żartem słownym wywodzącym się od nazwy i pomysłu programu telewizyjnego Wheel of Fortune i australijskiego slangowego określenia na wino w kartonie – goon bag (dosł. „torebka jabola”).